# Martin Flavin
Martin Archer Flavin (San Francisco, 2 novembre 1883 – Carmel-by-the-Sea, 27 dicembre 1967) è stato uno scrittore e drammaturgo statunitense vincitore del Premio Pulitzer nel 1944 per il romanzo Corsa nel buio.

## Biografia
Nato a San Francisco, in California, nel 1883, è stato un prolifico autore di racconti, romanzi, saggi e commedie spesso rappresentate a Broadway.
Nel 1944 il suo terzo romanzo, Corsa nel buio, è stato insignito del Premio Pulitzer.
È morto a Carmel il 27 dicembre 1967.

## Opere

### Romanzi
- Mr. Littlejohn (1940)
- Corporal Cat (1941)
- Corsa nel buio (Journey in the Dark) (1943), Roma, Astrea, 1946 Traduzione di Virginia Vaselli
- The Enchanted (1947)
- Cameron Hill (1957)

### Saggi
- Black and White: From the Cape to the Congo (1950)
- Red Poppies and White Marble (1962)

### Teatro
- Children of the Moon (1923)
- Emergency Case (1923)
- Caleb Stone's Death Watch (1923)
- Achilles Had a Heel (1924)
- Lady of the Rose (1925)
- Service for Two (1926)
- Brains (1926)
- The Criminal Code (1929)
- Broken Dishes (1929)
- Crossroads (1929)
- Tapestry in Gray (1935)
- Around the Corner (1936)

## Filmografia parziale
- The Big House (1930) regia di George W. Hill (sceneggiatura)
- Passion Flower (1930) regia di William C. deMille (sceneggiatura)
- Codice penale (The Criminal Code), regia di Howard Hawks (1930)
- Laughing Sinners (1931) regia di Harry Beaumont (sceneggiatura)
- Three Who Loved (1931) regia di George Archainbaud (sceneggiatura)
- L'età della ragione (The Age of Consent) (1932) regia di Gregory La Cava (soggetto)
- Condannato! (Convicted!) (1955) regia di Henry Levin (soggetto)